# Volker Heuken
Volker Heuken (* 1990 in Leverkusen) ist ein deutscher Jazzmusiker (Vibraphon, Komposition).

## Leben und Wirken
Heuken begann bereits als Kind, Schlagzeug zu spielen; 17-jährig entdeckte er den Jazz und das Vibraphon für sich. Er erhielt Unterricht bei David Friedman, Matthias Goebel und Mathias Haus. Ab 2011 studierte er an der Hochschule für Musik Nürnberg Jazz-Mallets bei Roland Neffe und Komposition bei Steffen Schorn; er gehörte zudem zum Landesjugendjazzorchester Bayern. Nach dem Bachelorabschluss absolvierte er bis 2019 an der Hochschule für Musik und Theater „Felix Mendelssohn Bartholdy“ Leipzig ein Masterstudium bei Michael Wollny.
Heuken stellte sich auf dem Jazzfest Bonn, den Leverkusener Jazztagen und Jazztagen Mainz vor und legte 2016 mit seinem Sextett das Konzeptalbum Portugal beim Label 11 vor, das Eigenkompositionen in Form einer Suite enthält. Mittlerweile komponiert er „nach symphonischen Kriterien angelegte Musik, die große Strahlkraft entwickelt“. Das resultierende Album Siblings erschien 2019 bei Float; es wurde im Rahmen der Leverkusener Jazztage präsentiert.
Heuken ist Preisträger des Bruno-Rother-Gedächtnis-Wettbewerbs 2014; außerdem erhielt er 2019 mit dem Trio Heuken/ Stadtfeld/ Heigenhuber den Jazznachwuchspreis der Stadt Leipzig. Gemeinsam mit Izabella Effenberg war er künstlerischer Leiter des in Mittelfranken durchgeführten Vibraphonfestivals Vibraphonissimo. Er ist auch auf Alben von Rebecca Trescher zu hören.

## Diskographische Hinweise
- Volker Heuken Sextett Siblings (Float Music, 2019; mit Antonia Hausmann, Julian Bossert, Lukas Großmann, Alex Bayer, Jan F. Brill)
- Shepherd Moon (Label11, 2020, mit Anton Mangold, Peter Fulda, Lorenz Heigenhuber, Max Stadtfeld)
- Volker Heuken Sextett Deep Field (XJAZZ! 2023, mit Christopher Kunz, Antonia Hausmann, Lukas Großmann, Alex Bayer, Jan F. Brill)[5]